# Estación de Wetzikon
La estación de Wetzikon es una estación ferroviaria de la comuna suiza de Wetzikon, en el Cantón de Zúrich.

## Historia y Situación
La estación se encuentra ubicada en la zona sur del núcleo urbano de Wetzikon. Fue inaugurada en 1857 con la apertura del tramo Uster - Rapperswil, que completaba la línea Wallisellen - Rapperswil. Cuenta con un total de tres andenes, dos andenes centrales y uno lateral, por los que pasan cinco vías, a las que hay que sumar la existencia de varias vías toperas para el apartado y estacionamiento de material.
En términos ferroviarios, la estación se sitúa en la línea Wallisellen - Uster - Wetzikon - Rapperswil, más conocida como Glatthalbahn, y en la línea férrea Effretikon - Hinwil. Sus dependencias ferroviarias colaterales son la estación de Aathal hacia Wallisellen y la estación de Bubikon en dirección Rapperswil, así como la estación de Kempten hacia  Effretikon y la estación de Hinwil, donde se inicia la línea.

## Servicios ferroviarios
Los servicios ferroviarios de esta estación están prestados por SBB-CFF-FFS:

### S-Bahn Zúrich
La estación está integrada dentro de la red de trenes de cercanías S-Bahn Zúrich, y en la que efectúan parada los trenes de varias líneas pertenecientes a S-Bahn Zúrich:
- S 3 (Bülach –) Hardbrücke –  Zúrich HB – Stadelhofen – Effretikon – Wetzikon
- S 5 Zug – Affoltern am Albis – Zúrich HB – Uster – Pfäffikon SZ
- S 14 Affoltern am Albis – Altstetten – Zúrich HB – Oerlikon – Wallisellen – Hinwil
- S 15 Rapperswil – Uster – Zúrich HB – Oberglatt – Niederweningen
- S N5 Bülach – Zúrich HB – Uster - Rapperswil – Pfäffikon SZ